# Molodo
Molodo est une localité, chef-lieu de la commune rurale malienne de Kala-Siguida dans le cercle de Niono et la région de Ségou.

## Géographie
La localité de Molodo est située sur la rive gauche de la fala de Molodo, face à la ville de Niono sur la rive opposée et sur la route nationale RN 27 à 7,5 km à l'ouest du chef-lieu de cercle Niono (Niono Socoura).

## Histoire
Le village de Molodo Centre est créé en 1945 pour servir de camp pour les ouvriers de l'Office du Niger, le village ancien de Molodo-Bamana existait avant la création de l'office.

## Infrastructures et services
Lors du recensement de 2009, la localité est desservie par les services suivants :
- trois écoles
- deux formations de santé
- une caisse d'épargne et de crédit
- 10 points d'eau
- un marché

## Cultes
- Mosquée de Batikédanka
- Mosquée de Doucoura

## Économie
- Rizerie

La zone de riziculture irriguée de Molodo comprend trois casiers hydrauliques totalisant 8 497,69 ha.